# Katumotoa
Katumotoa är ett släkte av svampar. Katumotoa ingår i familjen Phaeosphaeriaceae, ordningen Pleosporales, klassen Dothideomycetes, divisionen sporsäcksvampar och riket svampar.
|           | Cicinobolus                             |
|           |                                         |
|           | Stagonospora                            |
|           |                                         |
|           | Hendersonia                             |
|           |                                         |
|           | Eudarluca                               |
|           |                                         |
|           | Sclerostagonospora                      |
|           |                                         |
|           | Ampelomyces                             |
|           |                                         |
|           | Wilmia                                  |
|           |                                         |
|           | Phaeosphaeria                           |
|           |                                         |
|           | Carinispora                             |
|           |                                         |
|           | Phaeoseptoria                           |
|           |                                         |
|           | Parabotryon                             |
|           |                                         |
|           | Ophiosphaerella                         |
|           |                                         |
|           | Sphaerellopsis                          |
|           |                                         |
|           | Tiarospora                              |
|           |                                         |
|           | Scolecosporiella                        |
|           |                                         |
|           | Monascostroma                           |
|           |                                         |
|           | Lautitia                                |
|           |                                         |
|           | Mixtura                                 |
|           |                                         |
|           | Hadrospora                              |
|           |                                         |
|           | Nodulosphaeria                          |
|           |                                         |
|           | Barria                                  |
|           |                                         |
|           | Phaeosphaeriopsis                       |
|           |                                         |
|           | Isthmosporella                          |
|           |                                         |
| Katumotoa | \| \| Katumotoa bambusicola \| \| \| \| |
|           | \| \| Katumotoa bambusicola \| \| \| \| |
|           | Katumotoa bambusicola                   |
|           |                                         |

|  | Katumotoa bambusicola |
|  |                       |